# Gambia (fiume)
Il Gambia è un fiume dell'Africa occidentale (Guinea, Senegal e Gambia), tributario dell'oceano Atlantico.

## Percorso
Nasce nel massiccio del Fouta Djalon (Guinea). Nel suo corso esso attraversa tre stati: dapprima la Guinea, da cui esce in direzione nordovest entrando in Senegal nelle regioni di Kédougou e Tambacounda e infine, dopo aver ricevuto le acque degli affluenti Nieri Ko e Koulountou, all'altezza dell'insediamento di Fatoto entra nel Gambia, che attraversa in tutta la sua lunghezza . Riceve in questo tratto l'affluente Sandougou.
In quest'ultimo tratto il Gambia procede in direzione ovest, anche se con numerosi meandri, e si allarga progressivamente fino a raggiungere alla foce una larghezza di circa 10 km. Sfocia con un ampio estuario nell'Oceano Atlantico, nelle vicinanze della città di Banjul. Negli ultimi 100 chilometri il corso del fiume risente dell'azione dell'oceano Atlantico, con presenza di ampie fasce di mangrovie lungo le sponde e periodiche risalite di acque salate o salmastre di origine oceanica.
A una trentina di chilometri dalla foce del fiume, all'altezza di Juffureh, si trova l'Isola James, un tempo tristemente famosa in quanto centro del commercio degli schiavi. Il sito è oggi stato dichiarato dall'UNESCO Patrimonio dell'umanità.

## Importanza economica
Il fiume Gambia è uno dei più navigabili dell'intero continente africano, dal momento che può essere percorso da imbarcazioni per circa 500 chilometri a monte della foce e costituisce la più importante via di comunicazione dell'intero Stato del Gambia.
Il fiume attraversa inoltre alcune ricche zone agricole, periodicamente inondate dalle acque del fiume durante le piene e per questo indicate per la coltivazione intensiva del riso.